# Зоран Стевановић (политичар)
Зоран Стевановић (Трновица, општина Зворник, 2. јануар 1965) је српски политичар, члан Савеза независних социјалдемократа (СНСД) и градоначелник града Зворника.

## Биографија
Рођен је од оца Цвјетка и мајке Стане малом мјесту Трновица код Зворника. Завршио је основну школу у Роћевићу, а гимназију у Лозници. Након тога 1989. године дипломира на Грађевинском факултету у Сарајеву, геодетски одсјек са просјечном оцјеном 8,70 и тиме стекао звање Дипломирани инжињер геодезије.
После завршетка студија је радио кратко вријеме као асистент на Грађевинском факултету у Сарајеву, школске 1989/1990, предмет Фотограметрија код професора Фарука Селесковића. Потом ради до 1992. године као шеф Катастра у општини Калесија.
Током рата у Босни и Херцеговини, са породицом је живио у Лозници у Републици Србији гдје је био комерцијални директор компаније МН од 1995. до 1998. године. После те функције, покреће властити бизнис са фирмама „Steding” и „Godens”, фирмом која се бавила прерадом јагодичастог воћа. Затим 2006. године постаје члан странке Савез независних социјалдемократа (СНСД). Годину дана касније, 4. фебруара 2007. године, је први пут изабран за начелника општине Зворник као члан странке СНСД. Мандат је потврдио на свим изборима послије тога. 2015. године Зворник добија статус града, чиме Стевановић постаје градоначелник. Мандат градоначелника је освојио и на локалним изборима 2020. године.
Стевановић је такође и власник и сувласник осам фирми које се налазе у Босни и Херцеговини и четири фирми у Србији пројектовањем, геодетским пословима, одржавањем термоелектрана, и тако даље.

## Приватни живот
Зоран Стевановић је ожењен и са супругом Надом има два сина, Гвоздена и Николу. У власништву Стевановића и његове супруге су два стана у Лозници, те породична кућа у Зворнику.